# Pichanal
Pichanal est une localité de la province de Salta, au nord-ouest de l'Argentine, située dans le département d'Orán.
La ville est connectée au réseau routier argentin par la route nationale 34, au kilomètre 1 329, et à San Ramón de la Nueva Orán par la route nationale 50.

## Population
La localité comptait 18 773 habitants en 2001, soit une hausse de 72,3 % par rapport aux 10 895 recensés en 1991.